# G-44 Qeqertarsuaq
Timersoqatigiiffik Godhavn-44 (G-44) – grenlandzki klub sportowy z siedzibą w Qeqertarsuaq, założony w 1944 roku. W 2009 roku zdobył swoje pierwsze mistrzostwo.

## Osiągnięcia
- Mistrz Grenlandii (2 razy): 2009, 2011
- Wicemistrzostwo Grenlandii (4 razy): 1972, 1975, 2010, 2013
- III miejsce Mistrzostw Grenlandii (4 razy): 2005, 2012, 2015, 2017

## Bilans sezon po sezonie

### XXI wiek
| Sezon | Liga                   | Miejsce       |
| ----- | ---------------------- | ------------- |
| 2001  | nie startował          | nie startował |
| 2002  | nie startował          | nie startował |
| 2003  | nie startował          | nie startował |
| 2004  | nie startował          | nie startował |
| 2005  | Angutit Inersimasut GM | 4             |
| 2006  | Angutit Inersimasut GM | 5             |
| 2007  | brak danych            | brak danych   |
| 2008  | brak danych            | brak danych   |
| 2009  | Angutit Inersimasut GM | 1             |
| 2010  | Angutit Inersimasut GM | 2             |
| 2011  | Angutit Inersimasut GM | 1             |
| 2012  | Angutit Inersimasut GM | 3             |
| 2013  | Angutit Inersimasut GM | 2             |
| 2014  | Angutit Inersimasut GM | 4             |
| 2015  | Angutit Inersimasut GM | 3             |
| 2016  | Angutit Inersimasut GM | 4             |
| 2017  | Angutit Inersimasut GM | 3             |

Etap rozgrywek:
     etap finałowy
     etap regionalny